# Rex Andrew Alarcon

Wappen als Bischof von Daet

Rex Andrew Clement Alarcon (* 6. August 1970 in Daet, Camarines Norte, Philippinen) ist ein philippinischer Geistlicher und römisch-katholischer Erzbischof von Caceres.

## Leben
Rex Andrew Alarcon studierte an der Universität Santo Thomas und empfing am 9. November 1996 das Sakrament der Priesterweihe für das Erzbistum Caceres.
Nach der Priesterweihe war er zunächst Kaplan in Naga und anschließend von 1997 bis 1999 persönlicher Sekretär des Erzbischofs von Caceres, Leonard Zamora Legaspi OP. Von 1999 bis 2001 studierte er an der Päpstlichen Universität Gregoriana, wo er das Lizenziat in Kirchengeschichte erwarb. Nach seiner Rückkehr in die Heimat wurde er Dozent am Priesterseminar Santo Rosario. 2002 wurde er Direktor des diözesanen Stewardship-Programms und 2007 Leiter der Pfarrschule von Naga. 2013 wurde er Direktor der diözesanen Schulaufsicht, Mitglied des Konsultorenkollegiums und Sprecher der Erzdiözese. 2016 wurde er Präsident der Katholischen Bildungsvereinigung der Philippinen.
Am 2. Januar 2019 ernannte ihn Papst Franziskus zum Bischof von Daet. Der Erzbischof von Caceres, Rolando Tria Joven Tirona OCD, spendete ihm am 19. März desselben Jahres in der Kathedrale in Naga die Bischofsweihe. Mitkonsekratoren waren der aus dem Erzbistum Caceres stammende Erzbischof Adolfo Tito Yllana, Apostolischer Nuntius in Australien, und der Bischof von Virac, Manolo Alarcon de los Santos. Die Amtseinführung im Bistum Daet fand am folgenden Tag statt.
Am 22. Februar 2024 ernannte ihn Papst Franziskus zum Erzbischof von Caceres. Die Amtseinführung fand am 2. Mai desselben Jahres statt.